# Valle de Santibáñez
Valle de Santibáñez es un municipio español de la provincia de Burgos, en la comunidad autónoma de Castilla y León, comarca de Alfoz de Burgos, partido judicial de Burgos.

## Geografía
El municipio fue creado en los años 1970 mediante la unión de los diez pueblos que lo componen, que eran independientes. La capital del municipio reside en Santibáñez-Zarzaguda.

El río Úrbel a su paso por Valle de Santibáñez. Se distinguen varios de los pueblos que componen el municipio y alguno vecino. De izquierda a derecha: Lodoso, Zumel, La Nuez de Abajo, Ros y Miñón de Santibáñez.

El municipio está atravesado por el río Úrbel.

## Demografía
Valle de Santibañez cuenta con una población de 479 habitantes (INE 2024).
| Gráfica de evolución demográfica de Valle de Santibañez entre 1981 y 2021 |
| |
| Población de derecho según los censos de población del INE Población de hecho según los censos de población del INEEntre el censo de 1981 y el anterior, aparece este municipio porque se fusionan los municipios Avellanosa del Páramo, Las Celadas, Mansilla de Burgos, La Nuez de Abajo, Las Rebolledas, Ros, Santibáñez Zaraguda, Los Tremellos y Zumel. |

| Núcleos | Habitantes (2000) | Habitantes (2010) | Habitantes (2020) | Mapa |
| --- | ----------------- | ----------------- | ----------------- | --- |
| Santibáñez-Zarzaguda | 253               | 214               | 178               | \| Avellanosa del Páramo Las Celadas Mansilla Miñón La Nuez de Abajo Las Rebolledas Ros Santibáñez-Zarzaguda Los Tremellos Zumel Virgen de la Cuadra \| · Capital del municipio Localidad pedánea Ermita de la Virgen de la Cuadra |
| Avellanosa del Páramo | 79                | 61                | 51                | \| Avellanosa del Páramo Las Celadas Mansilla Miñón La Nuez de Abajo Las Rebolledas Ros Santibáñez-Zarzaguda Los Tremellos Zumel Virgen de la Cuadra \| · Capital del municipio Localidad pedánea Ermita de la Virgen de la Cuadra |
| Las Celadas | 38                | 33                | 23                | \| Avellanosa del Páramo Las Celadas Mansilla Miñón La Nuez de Abajo Las Rebolledas Ros Santibáñez-Zarzaguda Los Tremellos Zumel Virgen de la Cuadra \| · Capital del municipio Localidad pedánea Ermita de la Virgen de la Cuadra |
| Mansilla de Burgos | 41                | 48                | 49                | \| Avellanosa del Páramo Las Celadas Mansilla Miñón La Nuez de Abajo Las Rebolledas Ros Santibáñez-Zarzaguda Los Tremellos Zumel Virgen de la Cuadra \| · Capital del municipio Localidad pedánea Ermita de la Virgen de la Cuadra |
| Miñón de Santibáñez | 11                | 12                | 13                | \| Avellanosa del Páramo Las Celadas Mansilla Miñón La Nuez de Abajo Las Rebolledas Ros Santibáñez-Zarzaguda Los Tremellos Zumel Virgen de la Cuadra \| · Capital del municipio Localidad pedánea Ermita de la Virgen de la Cuadra |
| La Nuez de Abajo | 30                | 35                | 26                | \| Avellanosa del Páramo Las Celadas Mansilla Miñón La Nuez de Abajo Las Rebolledas Ros Santibáñez-Zarzaguda Los Tremellos Zumel Virgen de la Cuadra \| · Capital del municipio Localidad pedánea Ermita de la Virgen de la Cuadra |
| Las Rebolledas | 22                | 21                | 26                | \| Avellanosa del Páramo Las Celadas Mansilla Miñón La Nuez de Abajo Las Rebolledas Ros Santibáñez-Zarzaguda Los Tremellos Zumel Virgen de la Cuadra \| · Capital del municipio Localidad pedánea Ermita de la Virgen de la Cuadra |
| Ros | 47                | 41                | 50                | \| Avellanosa del Páramo Las Celadas Mansilla Miñón La Nuez de Abajo Las Rebolledas Ros Santibáñez-Zarzaguda Los Tremellos Zumel Virgen de la Cuadra \| · Capital del municipio Localidad pedánea Ermita de la Virgen de la Cuadra |
| Los Tremellos | 55                | 37                | 26                | \| Avellanosa del Páramo Las Celadas Mansilla Miñón La Nuez de Abajo Las Rebolledas Ros Santibáñez-Zarzaguda Los Tremellos Zumel Virgen de la Cuadra \| · Capital del municipio Localidad pedánea Ermita de la Virgen de la Cuadra |
| Zumel | 50                | 53                | 41                | \| Avellanosa del Páramo Las Celadas Mansilla Miñón La Nuez de Abajo Las Rebolledas Ros Santibáñez-Zarzaguda Los Tremellos Zumel Virgen de la Cuadra \| · Capital del municipio Localidad pedánea Ermita de la Virgen de la Cuadra |
| Total | 626               | 555               | 483               | \| Avellanosa del Páramo Las Celadas Mansilla Miñón La Nuez de Abajo Las Rebolledas Ros Santibáñez-Zarzaguda Los Tremellos Zumel Virgen de la Cuadra \| · Capital del municipio Localidad pedánea Ermita de la Virgen de la Cuadra |
| Avellanosa del Páramo Las Celadas Mansilla Miñón La Nuez de Abajo Las Rebolledas Ros Santibáñez-Zarzaguda Los Tremellos Zumel Virgen de la Cuadra |                   |                   |                   | |

## Patrimonio
- Castillo de Zumel: Torreón señorial del siglo XV. Restaurado, aunque de propiedad particular.
- Ermita de la Virgen de la Cuadra, de origen románico, en terrenos del pueblo de Mansilla, pero muy cercana también a Zumel y La Nuez de Abajo.

## Parques eólicos
- El parque eólico Páramo Vega, situado en los municipios de Valle de Santibáñez y Huérmeces, se ha construido en diez meses y está equipado con nueve aerogeneradores de última generación del modelo G90 de Gamesa, de 2 MW de potencia unitaria, será capaz de producir la energía eléctrica equivalente al consumo anual de cerca de 8.400 hogares.[5] Destinado a la generación de energía eléctrica, con una potencia total instalada 18 MW, con 9 aerogeneradores Gamesa de 2000 kW de potencia unitaria, red de media tensión subterránea a 20 kV, de interconexión a la subestación transformadora «Páramo Vega», de relación de transformación 20/132 kV, transformador de potencia de 55 MVA y edificio de control.
- Las Viñas, ubicado en los términos municipales de Valle de Santibáñez, Alfoz de Quintanadueñas y Merindad de Río Ubierna, promovido por Biovent Energía S.A.. Con 25 aerogeneradores modelo G-87 de 2000 kW de potencia nominal unitaria, con rotor tripala de 87 m de diámetro sobre torre de 78 m de altura.

El parque se ubica a unos 3 km al este del Lugar de Interés Comunitario Riberas del Río Arlanzón y afluentes, codificado ES4120072.
Las medidas preventivas, correctoras o compensatorias a efectos ambientales recogidas en la Declaración de Impacto Ambiental supusieron modificar la ubicación de los aerogeneradores bajo dos criterios: que exista al menos una distancia de 800 m a los límites de los núcleos de población y evitar la afección a nidos de águila real.